# نظريات التحليل النفسي لسيغموند فرويد

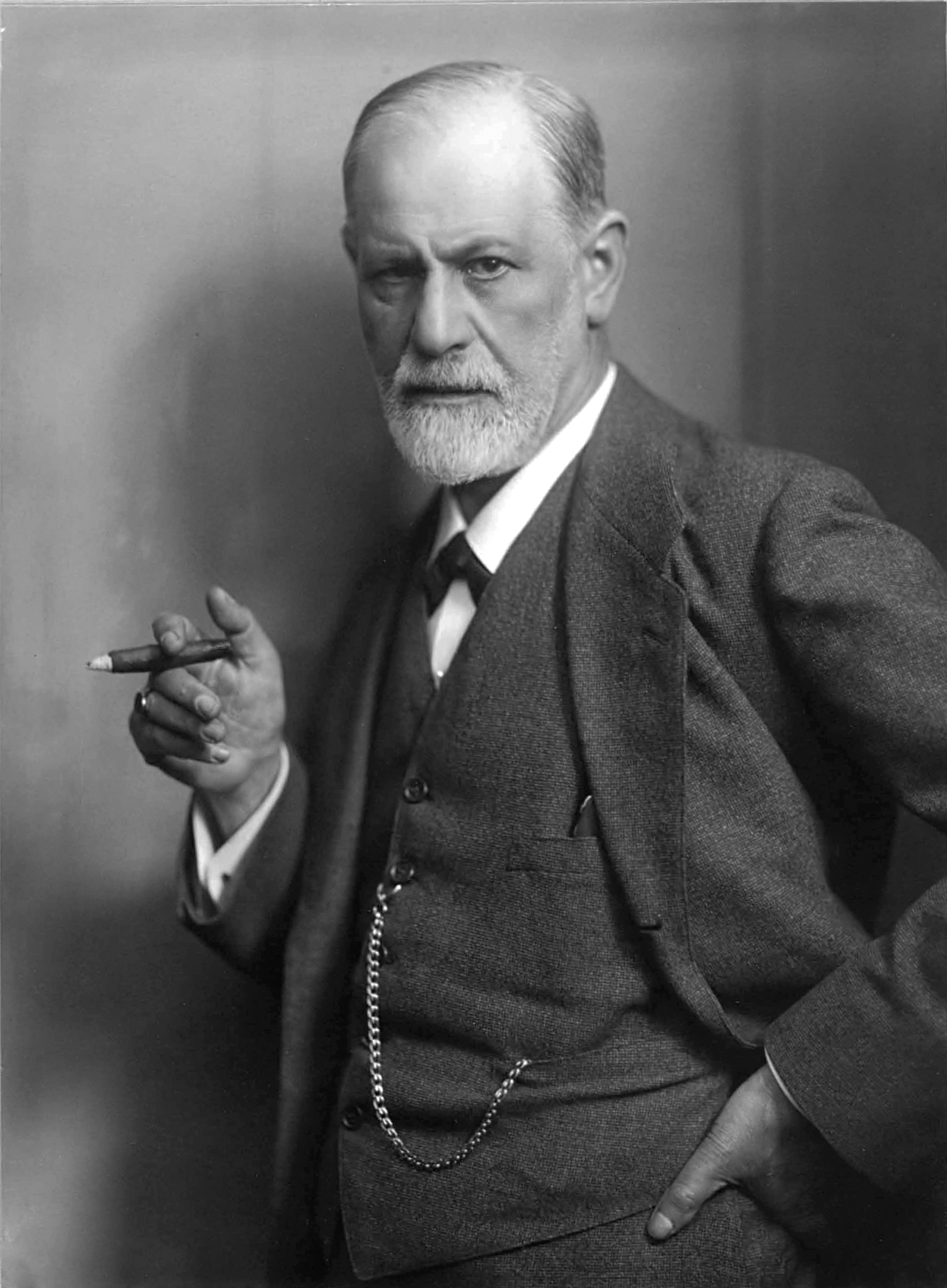
سيغموند فرويد (1921م)

يعتبر سيغموند فرويد (6 مايو 1856 – 23 سبتمبر 1939) المؤسس لمنهج الديناميكية النفسية لعلم النفس والتي بصفتها تفسر تصرفات البشر اللاواعية. يعتقد فرويد أن العقل هو المسؤول عن القرارات التي تؤخذ بوعي أو من غير وعي والدوافع النفسية خلفها وهناك ثلاث جوانب للعقل وهي الهو و الأنا و الأنا العليا والتي باعتقاده أن الشخصية تتألف منها. وباعتقاد آخر له يقول أن الناس «مجرد ممثلين يعتلون المسرح لمسرحية من نسج خيالهم، تدفعهم بها الرغبة وتغرقهم بها الصدفة وفي عمق السطح نجد ذواتنا في صراع خفي ونزاع على السلطة»

## الدين
لم يؤمن فرويد بوجود قوى خارقة تُبرمجنا مسبقا على التصرف بطريقة معينة، وفكرته عن الهو تفسر لماذا يتصرف الناس بطرق معينة عند عدم تماشيها مع الأنا والأنا العليا «الدين خدعة حيث تقع مكامن قوته في رغباتنا الغريزية». يعتقد فرويد أن الناس يرمون بحمل قلقهم واضطراب مضجعهم وتوترهم الدائم على الدين لإيجاد تبريرات من خلاله وهروبا من المواجهة. بالإضافة إلى ذلك قال بأن الإنسانية خلقت الإله في أذهانهم وهذا يعكس فكرة أي دين من الأديان لأن باعتقاده هذا ما شيّده العقل. تكلم فرويد مرارا وتكرارا عن دور العقل لأنه يعتقد أن العقل هو المسؤول عن القرارات المأخوذة بوعي أو من غير وعي، وفكرة أن الدين هذّب البشر وجعلهم يتصرفون بشكل أخلاقي هي فكرة مغلوطة وغير مقبولة لدى فرويد; لأن باعتقاده لا يمكن لأي قوة أن تسيطر وتتحكم بتصرفات البشر فالمحرك الأساسي للبشر وتصرفاتهم يكون وفقا لرغباتهم اللاواعية. و قد قام فرويد بقدر كبير من البحوث تدرس كيف يتصرف ويتفاعل الناس مع بعضهم البعض داخل إطار المجموعة وباعتقاده أن تصرفات الناس تكون مختلفة وفقا لمطالب وقيود المجموعة ككل. يزعم فرويد في كتابه «علم النفس الجماعي وتحليل الأنا» أن الكنيسة والمنظمات الدينية يشكلون منظمة اصطناعية تتطلب قوة خارجية للحفاظ عليها، وفي مجموعة كهذه كل شيء فيها يعتمد على القوة الخارجية وبدونها تتهاوى المنظمة ولن يكون لها وجود. ووفقا لفرويد فإن وجود الجماعات في غاية الأهمية لتقليل النرجسية بخلق روابط مع الآخرين ووضع كل شخص في موضع المساواة. وشيوع الاختلاف بين الناس واختلاف الأنا من شخص لآخر سيعطي للناس فرصة أن يتعرف بعضهم على بعض وهذا يرتبط بفكرة الدين لاعتقاد فرويد أن غاية الناس من خلق الدين هو خلق هذه الروابط الجماعية التي يطمحون إليها بلا وعي.

### النظرية الإغريقية
وفقا للعديد من نظريات الدين لفرويد فإن عقدة أوديب استخدمت لفهم وإتقان المعتقدات الدينية، وفي كتابه مراحل التطور الجنسي النفسي ذكر فرويد عقدة أوديب وعقدة الكترا وكيفية تأثيرهم على الأطفال وعلاقتهم مع والديهم من نفس الجنس. ووفقا لفرويد هناك رغبة لا واعية لأم المرء أن تكون عذراء ولأب المرء أن يكون ذو قوة وشخص قادر على كل شيء. ونظرا لاهتمام فرويد بالأساطير اليونانية والدين الإغريقي كان ذلك ذو تأثير بالغ على نظرياته النفسية. وتُعرف عقدة أوديب بغيرة الابن من والده حيث يسعى الابن لتملك والدته واستبدال والده في نهاية المطاف وذلك كوسيلة لعدم الحاجة للقتال للحصول على كامل اهتمامها وعطفها ومع طلبه وإلحاحه على حب والدته، فإن الأبناء يعيشون قلق الخصاء والمعني بهذا هو الخوف من فقدان أعضائهم التناسلية. حيث يخاف الأبناء من آبائهم أن ينتقموا ويُخصونهم نتيجة لرغبة الابن بوالدته. وفي المقابل لعقدة أوديب المختصة بالرجال يعاني الفتيات من نوع مختلف من المنافسة المحرمة المعروفة بعقدة ألكترا حيث يطغى شعور الغيرة على الفتيات من والداتهم وتبدأ الرغبة تتجه لآبائهم. . تجرب النساء أيضا ما يسمى بحسد القضيب وهو رد فعل موازي لتجربة الرجال لقلق الخصاء، وقد يحسد النساء آبائهم على القضيب ويتمنوا لو كانوا يملكون واحداً. وبعد ذلك يكبت الفتيات هذا الشعور ويقود هذا الكبت الفتاة لمعرفة هويتها واكتساب صفات أنثوية.

## نظرية التحليل النفسي

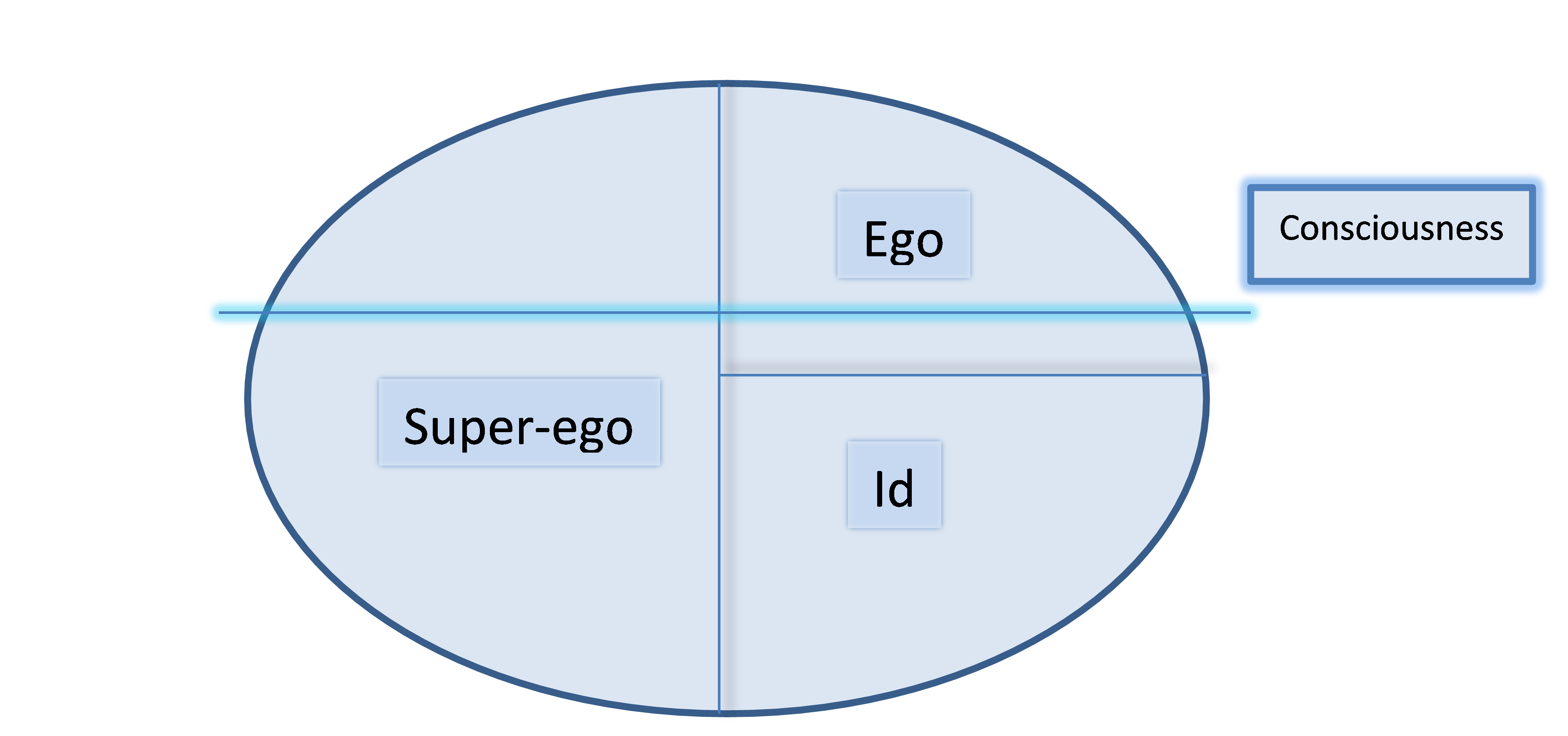
التمثيل البصري للهو والأنا والأنا الأعلى عند فرويد ومستوى الوعي

سيغموند فرويد هو المؤسس لعلم النفس التحليلي ويعتقد أنه بإمكان الناس أن يتشافوا من خلال إدراكهم لأفكارهم ودوافعهم اللاواعية وبالتالي يكتسبون المعرفة. والهدف من العلاج النفسي هو تحرير المشاعر والتجارب المكبوتة. والتحليل النفسي عادةً يُستخدم لعلاج الاكتئاب واضطراب القلق، ولا يتحقق الأمر إلا بتجربة علاجية يكون باستطاعة الفرد أن يتعافى من خلالها.

### الهو
عرَف فرويد الهو بأنه الجزء الباحث عن اللذة والمتعة من اللاواعي، وفكرته عن الهو تفسر غرابة تصرفات الناس عندما لا تتماشى مع الأنا أو الأنا العليا. والهو هو ذلك الجزء من العقل الذي يحمل كل الغرائز الأساسية البشرية، وبما أنه مندفع ويعتبر الجزء اللاواعي من العقل; فغايته تلبية واشباع كل الرغبات ولا يأبه بالواقع ولا بالعواقب المترتبة على ذلك. وفرويد على علم بأن أغلب الناس قد يقعون تحت سيطرة الهو منخرطين في سلوك اتباع وتلبية رغباتهم وشهواتهم بلا أدنى تمييز بين الصواب والخطأ. وشبَه فرويد الهو والأنا بالحصان والفارس، حيث يكون الهو أو الحصان تحت سيطرة الأنا أو الفارس ومن خلال هذا المثال يتضح بأنه بالرغم مk أن الأنا يفترض أن تسيطر على الهو إلا أن أنهم قد يتفاعلون ويتماشون وفقا لرغبة الهو.

### الأنا
الأنا هي المسؤولة عن خلق التوازن بين المتعة والألم وهذا يساعد الناس على الحفاظ على الحس الواقعي في الأرض ومن المستحيل تحقيق كل رغبات الهو، والأنا على معرفة بذلك ولكن سلسلة البحث عن المتعة واللذة لا تتوقف. وبالرغم من أن الأنا لا تستطيع التفرقة بين الصواب والخطأ إلا أن الأنا على دراية بأن ليس كل الدوافع ستُحقق في وقت معين. والأنا تعمل من خلال مبدأ الواقعية وذلك يساعدها لإشباع احتياجات الهو بما يتوافق مع الواقع، حيث تأخذ بالاعتبار المثل الأخلاقية والثقافية لموازنة الرغبات الصادرة من الهو. وبالرغم من أن كلا من الهو والأنا يعتبران من اللاواعي إلا أن الأنا على اتصال وثيق بالنظام الإدراكي ولديها القدرة على التحكم والحفاظ على الذات وهذا ما أعطاها القدرة والسيطرة على حاجات الهو الغريزية. " الأنا تأتي في المقام الأول من الأهمية وهي ليست كيان سطحي أو مظهر خارجي فحسب بل هو مسقط المظهر الخارجي في حد ذاته ولو رغبنا بإيجاد مماثل تشريحي لها، لكانت أفضل السبل لتعريفها " عيب قشري " لعلماء التشريح التي تقف على رأسها القشرة وتُثبَت كعبيها على الأرض وتخفي نفسها ولها منطقة الكلام في جهة اليد اليسرى. وفي النهاية تستمد الأنا من الأحاسيس الجسدية وبشكل أساسي من تلك التي تنبع من سطح الجسم. ومن ثم فقد ينظر لها على أنها إسقاطاً عقلي على سطح الجسم وتمثل سطح الجهاز العقلي.

### الأنا العليا
يكون تطور الأنا العليا في سن الرابعة أو الخامسة وتشمل أخلاقيات المجتمع حيث يعتقد فرويد بأن الأنا العليا هي التي تسمح للعقل بالسيطرة على دوافعه الغريزية والتي يُنظر إليها أخلاقيا بازدراء ودونيه. ومن الممكن اعتبار الأنا العليا بأنها الضمير الحي للعقل والتي لديها القدرة على التفرقة بين الواقع كما تستطيع التفرقة بين الصواب والخطأ، وباعتقاد فرويد أن بدون الأنا العليا سيتصرف الناس بعدوانية وعنف وبلا أخلاقيات لعدم قدرتهم على التفرقة بين الصح والخطأ. وتعتبر الأنا العليا أنها الوعي بشخصية الشخص حيث باستطاعتها إبطال كل الدوافع من الهو. قسّم فرويد الأنا العليا إلى فئتين: الذات المثالية والضمير، ويتكون الضمير من المثل العليا والأخلاقيات الموجودة في المجتمع والتي تمنع الناس من التصرف وفقا لرغباتهم الداخلية. أما بالنسبة للمثل العليا فهي تصورات الناس حيال الطريقة التي يتعين على المرء التصرف بها وفقا لمبادئ المجتمع.

## اللاواعي
على الرغم من الآراء البديلة التي تزعم بأن كل سلوكياتنا واعية، يعتقد فرويد أن الإجابات خلف الجزء المسيطر على أفعالنا اليومية تكمن في العقل اللاواعي ويرى أيضا أن الدين خدعة وفقا للقيم الإنسانية التي خلقها العقل للتغلب على الصراع النفسي الداخلي. بالإضافة إلى ذلك باعتقاده أن مفاهيم عدم الوعي والفجوات الكامنة في الوعي يمكن تفسيرها من خلال الأفعال التي لا يقدم فيها الوعي أي دليل. ويتواجد العقل اللاواعي في كل جانب من جوانب الحياة سواء كان الشخص نائم أو مستيقظ، وقد يكون الشخص ليس على دراية بتأثير العقل اللاواعي إلا أنه يأثر على كل سلوكياتنا. ويمكن فهم سلوك الإنسان من خلال البحث عن تحليل للعمليات العقلية وهذا التفسير يضفي أهمية كبيرة للهفوات والزلات اللفظية والأحلام، حيث يحدث هذا لأسباب وبأشكال خفية عُرضت في العقل. والزلات الفرويدية هو مصطلح يشرح الأخطاء اللفظية المستمدة من العقل اللاواعي. فالمعلومات الصادمة عن الأفكار والمعتقدات محجوبة من العقل الواعي وتأتي الزلات فتكشف حقيقة أفكارنا المخزنة في اللاواعي. الرغبات والدوافع الجنسية جذورها عميقة وخفية في العقل اللاواعي وتعمل هذه الغرائز على إعطاء العقل الشعور بحيوية ذات معنى وهدف. وبسبب تزايد نطاقات الغرائز ووصولها لأعداد هائلة قام فرويد بتفسيرها وتقسيمها إلى فئتين: الأولى وهي إيروس – آلهة الحب والجنس عند الأساطير اليونانية - غريزة الحفاظ على الحياة والتي تحتوي كل اللذات الجنسية وبينما يُستخدم إيروس لسبل العيش أو البقاء الأساسية إلا أن بالنسبة لفرويد ليس بإمكان الغريزة الحية وحدها أن تفسر كل السلوكيات. في المقابل يأتي ثاناتوس – إله الموت الهادئ عند الأساطير اليونانية – حيث يمثل غريزة الموت وعبارة عن تدمير الذات للطاقة الجنسية ورغبتنا اللاواعية بالموت. والجزء الأهم من سلوكيات وأفعال البشر مربوط بالدوافع الجنسية، فمنذ الولادة يمكن التعرف على الدوافع الجنسية كأهم حافز من حوافز الحياة.

## المراحل الجنسية النفسية
تتكون نظرية فرويد لمراحل النمو الجنسي النفسي للإنسان من خمس مراحل وكل مرحلة تحدث خلال فترة زمنية محددة في حياة الشخص. وإذا ركز الشخص اهتمامه في أي من المراحل الأربعة سيطور من السمات الشخصية التي تتزامن مع المرحلة المخصصة ومحور تركيزها.
المرحلة الفموية وهي المرحلة الأولى وتمتد من الولادة حتى عمر الثمانية أشهر وهي مرحلة الرضاعة. والسعي خلف المتعة من خلال فم الرضيع هي محور تركيز المرحلة الفموية، فخلال هذه المرحلة الحاجة للتذوق واللعق تكون هامة لإحداث المتعة. والإثارة أو التحفيز الفموي خلال هذه المرحلة بالغ الأهمية ; إذا لم تلبى حاجات الرضيع خلال هذه الفترة الزمنية سيكون الطفل متشبث بهذه المرحلة، والتشبث هنا تظهر أعراضه على البالغين كمص الإصبع والتدخين والإفراط في الأكل وقضم الأظافر. كما يمكن أن تتطور السمات الشخصية خلال مرحلة البلوغ المرتبطة بالتثبيت الفموي وهذه الصفات تضم التفاؤل والاستقلالية أو التشاؤم والعدوانية.
المرحلة الشرجية وهي المرحلة الثانية وتمتد من عمر السنة حتى الثلاث سنوات ويكون جل التركيز خلال هذه المرحلة على المنطقة الشرجية (الأمعاء والمثانة), حيث يقوم الوالدين بتعليم الطفل السيطرة وضبط الإخراج. والتثبيت في هذه المرحلة قد يسبب أفعال عكسية كأن يقوم الطفل كإمساك الإخراج أو إخراجه في أوقات غير مناسبة. والإمساك بالإخراج أو الإمساك الشرجي قد يقود الشخص بأن يكون منظم بشكل مفرط ودقيق بينما الإخراج الشرجي يجعل الشخص غير منظم وفوضوي ومدمر.
المرحلة القضيبية وهي المرحلة الثالثة وتبدأ من عمر الثلاث سنوات حتى الست سنوات ويكون تركيز هذه المرحلة على الأعضاء التناسلية والاستمناء لكلاً من الجنسين حيث يكون هناك مصدر جديد للمتعة ويعي الطفل للفروق الجسدية بين الجنسين الذي بصفته يهيئ لصراع الغيرة والخوف وهو ما أطلق عليه فرويد عقدة أوديب لدى الأبناء وبعدها أضافوا طلاب وعلماء فرويد عقدة ألكترا لدى لبنات.
مرحلة الكمون وهي المرحلة الرابعة وتبدأ من عمر الست سنوات وتستمر حتى سن البلوغ وهو 12 سنة وليس هناك بحث عن اللذة في أي منطقة في الجسم بل بدلا من ذلك كل المشاعر الجنسية مقموعة. وبالتالي يكون الطفل قادرا على خلق علاقات اجتماعيه ناجحة وإيجاد الراحة مع أقرانه وعائلته.
المرحلة الخامسة والأخيرة: المرحلة التناسلية تبدأ هذه المرحلة من سن الثانية عشر فصاعدا وتستمر حتى سن البلوغ وتنتهي عند وصول الشخص سن النضوج في عمر الثامنة عشر. في بداية سن البلوغ يبدأ الشخص بالانجذاب إلى الجنس الآخر وإذا لم يشهد الشخص التثبيت في أي من مراحل النمو الجنسي النفسي فبمجرد وصوله للمرحلة التناسلية سينمو ليصبح إنسان متوازن تماما.

## وسائل وآليات الدفاع
قدّم فرويد مجموعة من وسائل وآليات الدفاع في جسم الشخص وتحدث مجموعة وسائل الدفاع هذه ليكون بإمكان الشخص أن ينظر إلى نفسه بصورة إيجابية وملائمة. على سبيل المثال عند وقوع موقف يمس الصورة الإيجابية التي نحملها عن ذواتنا فبالنسبة لفرويد من الضروري للنفس أن يكون هناك وسائل دفاع لمواجهة هذه المواقف الغير محببة، وهذا ما يسمى بوسائل أو آليات الدفاع. بالإضافة إلى ذلك يركز عمل فرويد عن وسائل أو آليات الدفاع على كيفية دفاع الأنا عن نفسها ضد الأحداث أو الدوافع الداخلية والتي تعتبر غير مقبولة لأنا الشخص. ومن شأن آليات الدفاع هذه أن تتعامل مع الصراعات القائمة بين الهو والأنا والأنا العليا.
و أشار فرويد إلى أن المحرك الأساسي للناس هو تقليل التوتر والسبب الرئيسي للتوتر هو القلق، وحدد فرويد أنواع القلق الثلاثة وهم: قلق الواقع والقلق العصابي والقلق الأخلاقي. وقلق الواقع هو أبسط أنواع القلق ومبني على الأنا وأيضا هو الخوف من الأحداث الممكنة والواقعية كالخوف من التعرض للعض من كلب أو السقوط من أعلى السطح. أما القلق العصابي فيأتي من المخاوف اللاواعية أو الخوف من المجهول بأن دوافع الهو الأساسية ستتحكم بالشخص وتقوده في النهاية للعقاب على التعبير عن رغبات الهو. وبالنسبة للقلق الأخلاقي فيأتي من الأنا العليا ويظهر على شكل خوف من انتهاك القيم أو القواعد والحدود الأخلاقية وأيضا يظهر على شكل شعور بالذنب أو العار.
و عند الشعور بالقلق فإن أول ردة فعل للعقل هي البحث عن طرق عقلانية للهروب من الموقف من خلال زيادة الجهد في حل المشاكل وأيضا قد يتم إثارة أو تشغيل مجموعة من وسائل وآليات الدفاع. وهذه الطرق تطورها الأنا للمساعدة في التعامل من الهو والأنا العليا. وغالبا وسائل الدفاع تظهر بلا وعي وتميل إلى تشويه أو تزييف الواقع، وعندما يتم تشويه وتزييف الواقع يحدث تغيير في الإدراك والذي بصفته يسمح بتقليل القلق الذي يواجه الشخص ويؤدي إلى منع التوتر. أشار ولاحظ سيغموند فرويد عددا من دفاعات الأنا خلال فترة عمله ولكن ابنته آنا فرويد قامت بتطويرها وتفصيلها بشكل أوضح ووسائل الدفاع النفسي هي كما يلي:
1- الإنكار: وهو رفض الفرد رؤية الواقع أو الاعتراف بالحقيقة حتى لو كان هناك دليل قطعي على وجود هذه الحقيقة
2- الإزاحة: وهي أن يفرغ الفرد غضبه وانفعالاته على أشياء أو أشخاص لا يشكلون مصدر خطر عليه 
3- الاستذهان أو العقلنة: وهي أن يتجنب الفرد التفكير بالمشاعر الغير مقبولة والعاطفية والتركيز على الجانب العقلاني 
4- الإسقاط: هو أن يُسقط الفرد مالا يتقبله من المشاعر على الآخرين
5- التبرير: وهو أن يفسر الفرد التصرفات والمشاعر الغير مقبولة بأسلوب عقلاني أو منطقي
6- التكوين العكسي: يقلل التكوين العكسي من القلق عبر الاستحواذ على الشعور أو الحافز أو التصرف المعاكس للواقع
7- النكوص: العودة للمستوى السابق من التطور
8- الكبت أو القمع النفسي: هو إبقاء الأفكار والمعلومات في معزل عن الإدراك الواعي 
9- التسامي: وهو تحويل الرغبات الغير مقبولة إلى أفعال مقبولة اجتماعيا
و هذه الدفاعات لا تخضع تحت سيطرتنا الإدراكية وسيستخدم عقلنا الباطن واحد أو أكثر من هذه الدفاعات النفسية لحماية الشخص من المواقف المقلقة، وتعتبر الدفاعات طبيعية وعادية وبدونها يتطور العصاب ليصبح مثل حالات القلق: كالرهاب والهوس والهيستيريا .

## كتاب الطوطم المحرم أو الطوطم والتابو
رغب فرويد في عدد من كتبه ومقالاته بأن يفهم الدين والروحانية وأن يتناول طبيعة المعتقدات الدينية واعتبر الإله وهم بناء على الحاجة الطفولية لشخصية أبويه قوية . ويعتقد فرويد أن الدين كان تعبير عن الأعصاب النفسية الأساسية واستغاثه ’ واقترح في بعض من كتاباته أن الدين هو محاولة للسيطرة على عقدة أوديب كما ناقش في كتابه الطوطم المحرم .
نشر فرويد في عام 1913 كتابه الطوطم والتابو المحرم، كان كتابه عبارة عن محاولة لإعادة بناء مولد أو نشأة الدين كمؤسسة اجتماعية وعملية تطويره . وكان يرغب بإثبات أهمية دراسة علم النفس التحليلي في فهم نمو الحضارة، ويشرح هذا الكتاب كيف أن عقدة أوديب وتعلق الطفل بأمه في أول سنوات حياته وظهور سفاح القربى «زنا المحارم» إلى الوجود ولماذا يتواجدون في كل المجتمعات البشرية . وسبب ازدياد سفاح القربى هو الرغبة بزنا المحارم، وليست الغاية من الوثنية أو العبادة الطوطمية توحيد المجموعة بل للقيام بتعزيز سفاح القربى . والوثنية ليست رمز للإله بل رمز للأب وجزء مهم من تطور الدين وأصل العبادة الطوطمية يأتي من ذكرى حدث في عصور ما قبل التاريخ، عندما أكل مجموعة من الرجال شخصية أو صورة الأب بسبب رغبتهم بالنساء . وبسبب الذنب اللي سببته أفعالهم وفقدان شخصية الأب قاموا بتحريم زنا المحارم «سفاح القربى» بطريقة جديدة، وأيضا العبادة الطوطمية وسيلة لمنع زنا المحارم وشعيرة تذكيرية لمقتل الأب . ونظرا لوجود الكثير من المحظورات الاجتماعية عن العلاقات الجنسية تم التوجيه عبر طقوس معينه وتبنت المجتمعات هذه الطقوس لتطوير الحياة الجنسية بطرق مقبولة . وهذا يكشف الرغبات الغير إدراكية وقمعهم لها ويعتقد فرويد أن الحضارة هي سبب تعاسة الناس لكونها تناقض الرغبة بالتقدم والحرية والسعادة والغنى . ولجعل الحضارة تعمل بشكل صحيح فإنها تتطلب قمع للدوافع والأوامر كالجنسية والعنف وغريزة القتل . ووفقا لفرويد نشأ الدين في تجربة جماعية سابقة في التاريخ والتي أصبحت طقوس ومقموعة كالطواطم والمحرمات . وأضاف أن معظم أو كل الأديان يمكن تتبع أصلها إلى التضحية البشرية المبكرة بما فيها المسيحية، حيث أن المسيح على الصليب يعتبر رمز تمثيلي على قتل الأب وأكله وهذا موضح على جسد المسيح، كما أنه معروف بالمشاركة . وفي هذا العمل عزا فرويد أصل الدين إلى العواطف كالكراهية والخوف والغيرة وهذه المشاعر موجهة إلى شخصية الأب في القبيلة أو العشيرة من الأبناء الذين حُرموا من الرغبات الجنسية اتجاه الإناث . ونعت فرويد ديانات الطوطم بأنها السبب في المشاعر المتطرفة والأفعال المتهورة والشعور بالذنب .

## علم النفس من الحياة اليومية

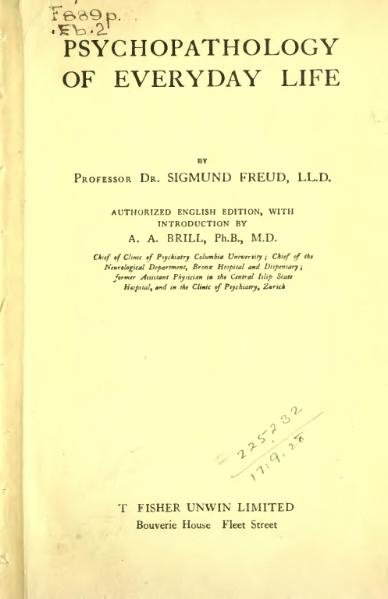

علم النفس من الحياة اليومية يعتبر واحد من أهم الكتب في علم النفس، كتبه فرويد عام1901 ووضع الأساس لنظرية علم النفس التحليلي ويحتوي الكتاب على 12 فصل تتحدث عن نسيان الأشياء كالأسماء وذكريات الطفولة والأخطاء والحماقات وزلات اللسان وتحديد اللاواعي . يعتقد فرويد أن هناك أسباب خلف نسيان الأشياء كالكلمات والأسماء والذكريات ويعتقد أيضا أن الأخطاء في الكلام والمعني بها حاليا بالهفوات أو الزلات الفرويدية لم تكن بمحل صدفه ولكن «ديناميكية اللاواعي» تكشف شيء ذو معنى . واقترح فرويد أن علم النفس اليومي لدينا هو اضطراب بسيط في الحياة العقلية والذي سرعان ما قد يمر . وعلى كل هذه الأفعال للحصول على أهمية كبيرة ; فبأتفه زلة لسان أو قلم تنكشف مشاعر الناس الخفية والسرية وخيالاتهم . بالإضافة إلى ذلك اندماج علم الأمراض بالحياة اليومية وأشار إليه فرويد من خلال الأحلام والنسيان والمتغيرات، واستخدم هذه الأشياء ليقدم حجته لوجود اللاواعي الذي يرفض تفسير أو احتواء الوعي. فسر فرويد بأن نسيان بعض الأحداث في حياتنا اليومية قد يكون نتيجة للقمع والإخماد والإنكار والتشرد والتحديد . وآليات أو وسائل الدفاع تحمي أنا الشخص، كما ذكر فرويد في كتابه علم النفس المرضي للحياة اليومية:«تندمج الذكريات المؤلمة مع النسيان المحفز وهذه حالة خاصة».

## ثلاث مباحث في نظرية الجنس
كتبه فرويد في عام 1905 ويسمى أحيانا ثلاث إسهامات في نظرية الجنس يستكشف ويحلل نظريته في الجنس ووجودها خلال فترة الطفولة . وشرح فرويد في كتابه ثلاث مواضيع أساسية بالإشارة إلى الحياة الجنسية: الشذوذ الجنسي والجنس في مرحلة الطفولة وسن البلوغ . وأول مبحث له في هذه السلسلة هو «الانحرافات الجنسية» وهذا المبحث يركز على الفرق بين موضوع الجنس وغايته، موضوع الجنس هو ما يرغب الشخص به بينما هدف الجنس هو الفعل الذي يرغب الشخص القيام به . وشرح فرويد في المبحث الثاني «الطفولة الجنسية» وخلال هذا المبحث أصر فرويد أن للأطفال رغبات جنسية والمراحل الجنسية النفسية هي خطوات يجب على الطفل أن يتدرج بها لإكمال الرغبات الجنسية عند وصوله لمرحلة النضوج . أما بالنسبة لآخر مبحث فقد شرح فرويد فيه التحول في مرحلة البلوغ وتناول فيه كيف يعبر الأطفال عن حياتهم الجنسية خلال مرحلة البلوغ وكيف تشكلت هويتهم الجنسية خلال هذه المرحلة الزمنية . وفي النهاية حاول فرويد الربط بين الرغبات الجنسية اللاواعية والأفعال الواعية في كل من مباحثه .

## تفسير الأحلام
يعتبر تفسير الأحلام من أشهر كتب فرويد حيث مهد الطريق لعمل فرويد بالتحليل النفسي ومنهجه للاواعي فيما يتعلق بتفسير الأحلام . وفي خلال الجلسات العلاجية لفرويد مع مرضاه كان يسألهم ويناقشهم عن ماذا يدور في أذهانهم وفي كثير من الأحيان تكون الإجابات مرتبطة مباشرة بالأحلام . ونتيجة لذلك بدأ فرويد بتحليل الأحلام لاعتقاده أنها تمكنه من الوصول لأعمق أفكار الشخص . وبالإضافة لذلك كان باستطاعته إيجاد الروابط بين تصرفات الشخص الهيستيرية حاليا والتجارب الصادمة في الماضي ومن هذه التجارب قام بتأليف كتاب مخصص لمساعدة الآخرين في فهم وتفسير الأحلام وقام بمناقشة نظريته عن اللاواعي .و يعتقد فرويد بأن الأحلام رسائل من اللاواعي مقنعه بأمنيات خاضعة تحت سيطرة المؤثرات الداخلية . ودور اللاواعي في تفسير الأحلام هو شيء حتمي وللبقاء في حالة النوم فإنه يجب على اللاواعي احتجاز الأفكار السلبية وعرضها في شكل معدل . وبالتالي عندما يحلم شخص فإن اللاواعي يبذل جهده في التعامل مع الصراع ومن شأنه أن يمكّن الشخص للبدء في التصرف وفقا لها . وهناك أربع خطوات مطلوبة لتحويل الأحلام من أفكار خفية أو لا واعية إلى محتوى واضح . وهم التكثيف أو التشريد والإزاحة والرمزية ومراجعة ثانية . وتمر الأفكار من خلال عملية التكثيف والتي بدورها تأخذ الأفكار وتحولها إلى صورة واحدة وبعدها المغزى الحقيقي العاطفي للحلم يفقد أهميته في عنصر من عناصر التشريد أو الإزاحة . ويلي ذلك رمز يعرض أفكارنا الخفية في شكل مصور والتركيز بشكل خاص على الرمزية كان مؤكد في تفسير الأحلام . وبمعنى أساسي تعتبر أحلامنا رمزية للغاية والكثير من المراحل الرمزية تركز على الدلالات الجنسية . وعلى سبيل المثال قد يمثل جذع الشجرة العضو الذكري ويعتقد فرويد أن مصدر كل تصرفات البشر هو من رغباتنا ودوافعنا الجنسية . وفي آخر مرحلة من تحويل الأحلام إلى محتوى أحلام واضح أصبح شيء معقول . والناتج النهائي للمحتوى الواضح هو ما نتذكره بعد الاستيقاظ من النوم .